# André Guinier
Pour les articles homonymes, voir Guinier.
André Jean Guinier, né à Nancy le 1er août 1911 et mort à Paris 14e le 3 juillet 2000, est un physicien français qui s'est illustré dans le domaine de la cristallographie, membre de l'Académie des sciences et fondateur du Laboratoire de physique des solides de l'université d'Orsay avec Jacques Friedel et Raimond Castaing.

## Biographie
André Guinier est né à Nancy où son père Philibert Guinier, membre de l’Académie des sciences dans la section d’économie rurale, était directeur de l’École forestière. Il est également le petit-fils de Georges Le Monnier et le neveu de Jacques Rennes.
Il entre à l’École Normale Supérieure en 1930 et prépare une thèse en cristallographie sous la direction de Charles Mauguin. Ses premiers travaux sont consacrés à la conception et à la réalisation d’une chambre de diffraction des rayons X qui permet d'étudier la diffusion des rayons X au voisinage immédiat du faisceau incident.
C'est en étudiant les défauts cristallins que Guinier découvre (en même temps que Preston) ce que l'on a appelé les « zones de Guinier-Preston (en) », zones de concentration de l’un des types d’atomes composant un alliage (le premier exemple fut Al-Cu). Ces « zones G-P » ont un grand intérêt en métallurgie.
Après sa thèse soutenue en 1939, il obtient un poste au CNAM où il monte un laboratoire de recherche. À la même époque, il collabore avec l'ONERA qui vient d'être créé, et il propose le sujet de thèse de Raimond Castaing qui donnera lieu à la microsonde de Castaing. Il cosignera avec Castaing les diverses publications qui ont jalonné sa thèse, soutenue en 1951.
En 1954 il est nommé maître de conférences de physique pour le certificat PCB à la faculté des sciences de Paris (partageant cet enseignement avec Maurice Curie, Jean-Paul Mathieu et Pierre Aigrain), puis professeur titulaire de la nouvelle chaire de physique des solides. Il donne aussi des cours au CNAM sur les rayons X et la structure des métaux. À partir de 1960, il participe à la création de la faculté des sciences d'Orsay, puis de l'université Paris-XI dont il assume la présidence. Au sein de cette nouvelle université, il crée le Laboratoire de physique des solides avec Jacques Friedel et Raimond Castaing. Il y transfère son laboratoire de recherches et en devient le premier directeur. Il meurt le 3 juillet 2000. Son épouse est décédée en 2013.
Tout au long de sa vie, André Guinier a rédigé des livres et traités qui ont fait référence dans l’enseignement de la cristallographie, notamment la Théorie et technique de la radiocristallographie, paru en 1956, réédité et traduit en quatre langues.
Il aura également des responsabilités dans toutes sortes d'institutions scientifiques : président de la Société française de minéralogie et de cristallographie, président de la Société française de physique, président de l’Union Internationale de cristallographie de 1969 à 1972. Il a été élu à l'Académie des sciences en 1971.

## Ouvrages
- (en) A. Guinier et G. Fournet, Small-angle scattering of X-rays, J. Wiley & sons, 1955.
- (en) A. Guinier, X-Ray Diffraction in Crystals, Imperfect Crystals, and Amorphous Bodies, Freeman (San Francisco) 1963
- A. Guinier, Théorie et technique de la radiocristallographie, Dunod (Paris), 1964.